# ブリタニカ国際大百科事典

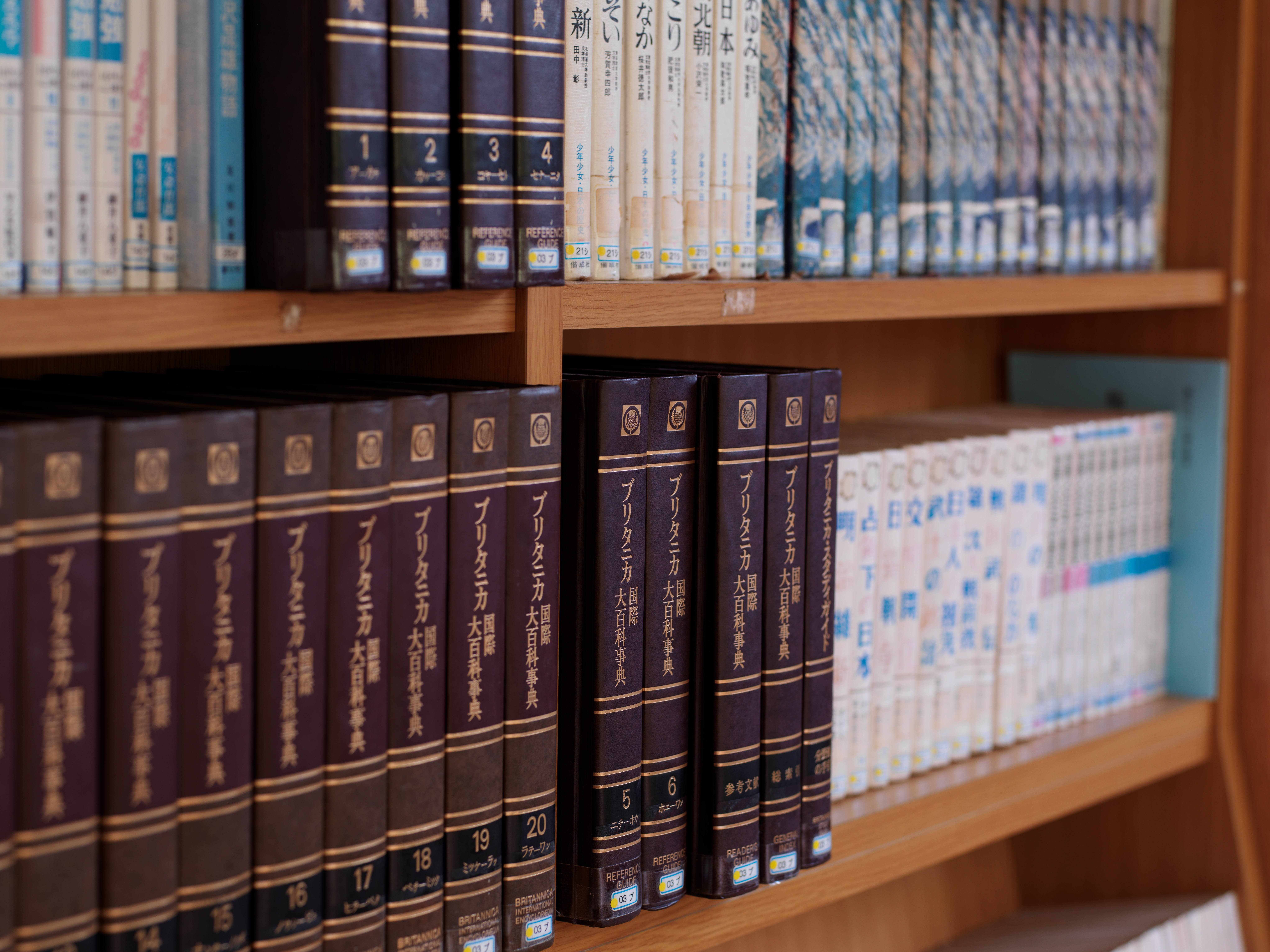
ブリタニカ国際大百科事典

ブリタニカ国際大百科事典（ブリタニカこくさいだいひゃっかじてん）は、ブリタニカ・ジャパンが出版する、ブリタニカ百科事典の日本語版である。

## 概要
1972年からTBSブリタニカより出版された。2000年からは、ブリタニカ・ジャパンが出版事業を引き継いだ。ブリタニカ国際大百科事典は「小項目事典」「大項目事典」「国際年鑑」で構成される。
現在は書籍での出版は行われておらず、電子媒体のみでの提供となっている。多くの電子辞書にはブリタニカ国際大百科事典での用語解説が収録されているほか、オンライン百科事典「コトバンク」にも小項目事典が収録されている。
| 版        | 出版年          | サイズ | 備考                                                                   |
| --------- | --------------- | ------ | ---------------------------------------------------------------------- |
| 初版      | 1972年 - 1975年 | 全30巻 | 第14版改訂版の日本語版。                                               |
| 改訂版    | 1984年 - 1990年 | 全28巻 | 第15版の日本語版。                                                     |
| 第2版改訂 | 1991年 - 1994年 | 全28巻 | 第15版の日本語版。改訂版。                                             |
| 第3版     | 1995年 - 2002年 | 全20巻 | 第15版の日本語版。改訂版。小項目事典が廃された。紙媒体の最終版になる。 |